# Teodor I (Asclepi)
Teodor I (en llatí Theodorus, en grec  Θεόδωρος) de la família dels Asclepíades, va ser el setè descendent d'Asclepi, fill de Cleomitades I, i pare de Sostrat II. La seva època se suposa que fou al segle ix aC, segons diu Joan Tzetzes.